# Maladrerie Saint-Lazare de Beauvais
Pour les articles homonymes, voir Maladrerie Saint-Lazare.
La maladrerie Saint-Lazare est une ancienne léproserie datant du XIIe siècle, située à Beauvais, préfecture du département de l'Oise, en région Hauts-de-France en France. Ce site est aujourd'hui un centre culturel et touristique qui accueille le public tout au long de l'année.

## Histoire
Elle est utilisée comme léproserie jusqu'au XVIIIe siècle. À la Révolution française les bâtiments sont vendus comme bien nationaux à des agriculteurs qui exploitent les terres jusqu'à la fin du XXe siècle. Ils servent également comme cantonnement militaire lors de la Première Guerre mondiale puis comme entrepôts.
L'ensemble des bâtiments de la maladrerie (église, dortoir, réfectoire, grange et bâtiments) fait l’objet d’un classement au titre des monuments historiques depuis le 26 avril 1939.
Le mur d'enceinte et ses portes, la bergerie, ainsi que la totalité des sols, et le mur XVIIIe siècle, font l’objet d’une inscription au titre des monuments historiques depuis le 28 juin 1989.
L'ensemble du site est acheté par la ville de Beauvais en 2002.

### Origines
Le premier acte connu concernant la maladrerie Saint-Lazare de Beauvais est un acte de donation d'une maison d'un bourgeois de Beauvais à l'église Saint-Lazare. Cet acte est daté de 1131. Ce document ne signifie pas en lui-même qu'une maladrerie existait en tant que tel autour de l'église Saint-Lazare mais laisse à croire qu'une communauté de lépreux est organisée à cette période, sur instigation de l'évêque de Beauvais.
Au-delà de la maladrerie située à Voisinlieu, dix autres maladreries étaient implantées sur le diocèse : Saint-Antoine de Marissel ; Milly-sur-Thérain ; Lachapelle-sous-Gerberoy ; Saint-Martin-le-Nœud ; Haudivillers ; Le Fay-Saint-Quentin ; Froissy ; Francastel ; Breteuil ; Saint-Just-en-Chaussée ; Bulles. La maladrerie Saint-Lazare est la seule de ces onze léproseries qui a subsisté. Elle est à ce titre un héritage patrimonial exceptionnel et représente à ce jour l'une des maladreries les mieux conservées d'Europe du Nord.

### Moyen Âge

#### Les lépreux
Jusqu'au XIIe siècle, les lépreux sont encore libres de leurs mouvements, ils peuvent circuler en ville sous réserve de certaines conditions (vêtement particulier, clochette…). La résidence en léproserie n'est alors pas synonyme d'internement. Par crainte de la contagion, le lépreux est ensuite progressivement interné et son mode de vie strictement codifié par un règlement intérieur.
Une fois déclaré lépreux par les autorités compétentes (probablement le Maitre de la maladrerie où des barbiers-chirurgiens attachés à sa maison) le malade est intégré à la communauté de la maladrerie. Puis, après une cérémonie dite en la chapelle Saint-Lazare le malade est considéré comme socialement mort. Il reçoit de quoi se nourrir, se vêtir et se loger. Enfin, des soins (principalement des bains) lui sont prodigués, par les femmes membres de la communauté soignante.

#### Organisation
À la suite de nombreux dons et legs, la maladrerie Saint-Lazare est devenue l'un des principaux propriétaires terriens de Beauvais. La richesse de la maladrerie provient également de ses malades, puisque ceux-ci font don à leur entrée de tous leurs biens à la communauté. De plus, en tant qu'institution religieuse, la maladrerie dispose également d'un certain nombre de privilèges notamment des exemptions d'impôts et le droit pour le maître d'exercer la justice sur ses terres.
Le prestige de la charge est tel qu'à l'époque moderne, les querelles de pouvoir autour de l'administration de la maladrerie se multiplient. En effet, la richesse considérable de celle-ci, ainsi que les importants privilèges conférés au Maître attisent les convoitises. Les autorités religieuses (chapitre, évêque), municipales et royales se disputent le droit de nommer le Maître de la maladrerie. Ainsi, en 1472 un procès de près de 100 ans s'ouvre opposant le Grand aumônier de France, les évêques de Beauvais et les représentants de la municipalité de Beauvais.
La fonction de maître de la maladrerie apparait ainsi tantôt comme une charge royale, tantôt comme une dignité religieuse.
À la tête de la maladrerie se trouve le Maître, élu par le chapitre de la cathédrale. Il est en général lui-même chanoine. Vient ensuite la communauté des gens sains composée d'hommes et de femmes, clercs et laïcs. On suppose que les hommes étaient affectés à l'administration du domaine et les femmes aux soins des malades. On ignore, à ce jour, si cette communauté était rattachée à un ordre et si elle obéissait à une règle particulière. Enfin, en bas de l'échelle sociale de la maladrerie, on trouve la communauté des malades.
Selon J. Edelmann, il y aurait eu environ une quinzaine de lépreux en permanence à la maladrerie Saint-Lazare. Ceux-ci appartenaient à toutes les catégories sociales : nobles, ecclésiastiques, bourgeois, laboureurs ou domestiques.

### La maladrerie à l'époque moderne
Au tournant du XVe et du XVIe siècle, l'épidémie de lèpre qui sévissait en Europe commence à décliner pour peu à peu disparaitre d'Europe. Progressivement, de nouveaux malades sont accueillis à la Maladrerie Saint-Lazare. Il s'agit de malades victimes de maladies contagieuses, en particulier des pestiférés pour lesquels de nouveaux bâtiments sont construits au Sud de l'enclos.
En 1629, les Trois Corps de Beauvais (les représentants de la municipalité, de l'évêque et du chapitre) créent le bureau des pauvres auquel se trouve rattachée la maladrerie Saint-Lazare. Par cet acte, les fonctions de la Maladrerie Saint-Lazare changent sensiblement puisqu'elle n'est plus exclusivement destinée à accueillir les malades contagieux mais également des indigents et des marginaux que l'on cherche ainsi à éloigner de l'enceinte de la cité.

### La Révolution et leXIXesiècle
À la Révolution, la Maladrerie Saint-Lazare est vendue comme bien national. Divisée en trois lots, la maladrerie devient dès lors une exploitation agricole. Si cette nouvelle destination du lieu n'est pas sans affecter l'intégrité du bâti, c'est elle qui en définitive la sauve de la destruction. En effet, alors que de nombreux édifices religieux servent après la Révolution de carrières de pierres, les bâtiments de la Maladrerie Saint-Lazare trouvent en général une nouvelle affectation (ainsi, de grandes ouvertures sont percées dans la chapelle afin que celle-ci serve de hangars à matériel agricole).
Tout au long du XIXe siècle, la maladrerie sert donc de ferme et de nouveaux bâtiments sont édifiés (dont une nouvelle maison d'habitation). Mais, dans le même temps, elle reste un lieu digne d'intérêt que viennent admirer les curieux et les spécialistes d'architecture, notamment le Dr Eugène Woillez qui publie un ouvrage dont le retentissement conduira à un premier classement comme "Monument Historique" en 1862. Malheureusement, faute de travaux de restaurations, les propriétaires obtiennent le déclassement en 1888.

### XXesiècle
Au cours du XXe siècle, la maladrerie Saint-Lazare sert à différentes choses en fonction de ses propriétaires successifs. Une activité agricole perdure presque tout au long du siècle, mais les différents bâtiments servent également d'entrepôts à plusieurs entreprises, notamment de produits chimiques.
Pendant la Première Guerre mondiale, la maladrerie sert de cantonnement pour différents corps d'armée, Beauvais étant une base arrière pour le front situé plus au nord.
Épargnée par les bombardements qui détruisent la ville à 80 % lors de la Seconde Guerre mondiale, la maladrerie Saint-Lazare ne sort néanmoins pas indemne de celle-ci puisqu'en 1939, à la suite de fortes pluies, le clocher de la chapelle Saint-Lazare s'effondre, puis quelques années plus tard, c'est au tour du chœur.
Bien que la municipalité ait eu alors d'autres priorités bien légitimes, cet événement marque le début d'une prise de conscience autour de la nécessité de conservation du bâti de la Maladrerie Saint-Lazare. Ainsi, des travaux de consolidation sont entrepris et dans les années 1970-80, la toiture de la grange est entièrement restaurée, le clocher de la chapelle reconstruit et un plancher d'étaiement est mis en place à l'intérieur du logis.

## Architecture

### Présentation générale
Le site  est ceinturé d'un mur de pierre de deux à trois mètres de haut, construit au XIIIe siècle et régulièrement restauré depuis. Celui-ci délimite une enceinte de trois hectares sur laquelle plusieurs bâtiments ont été conservés :
- La chapelle Saint-Lazare, bâtiment le plus ancien.
- La grange dont la charpente est datée de l'hiver 1219-1220
- la bergerie, attenante à celle-ci et contemporaine de la grange,
- Le logis de la communauté, lui aussi contemporain de la grange.
- Les restes du bâtiment des pestiférés, datant de la fin du XVIe siècle
- La maison de l'administrateur, vestige en pierre d'un ancien logis remanié et surélevé au XIXe siècle d'un étage en brique.
- La maison d'habitation du fermier, du XIXe siècle. C'est le seul bâtiment ni classé ni inscrit du site.

On peut encore deviner, grâce à des vestiges, murs, fondation… le pigeonnier du corps de ferme, le logis aujourd'hui disparu ainsi que les loges ayant abrité les lépreux dans la cour des malades.

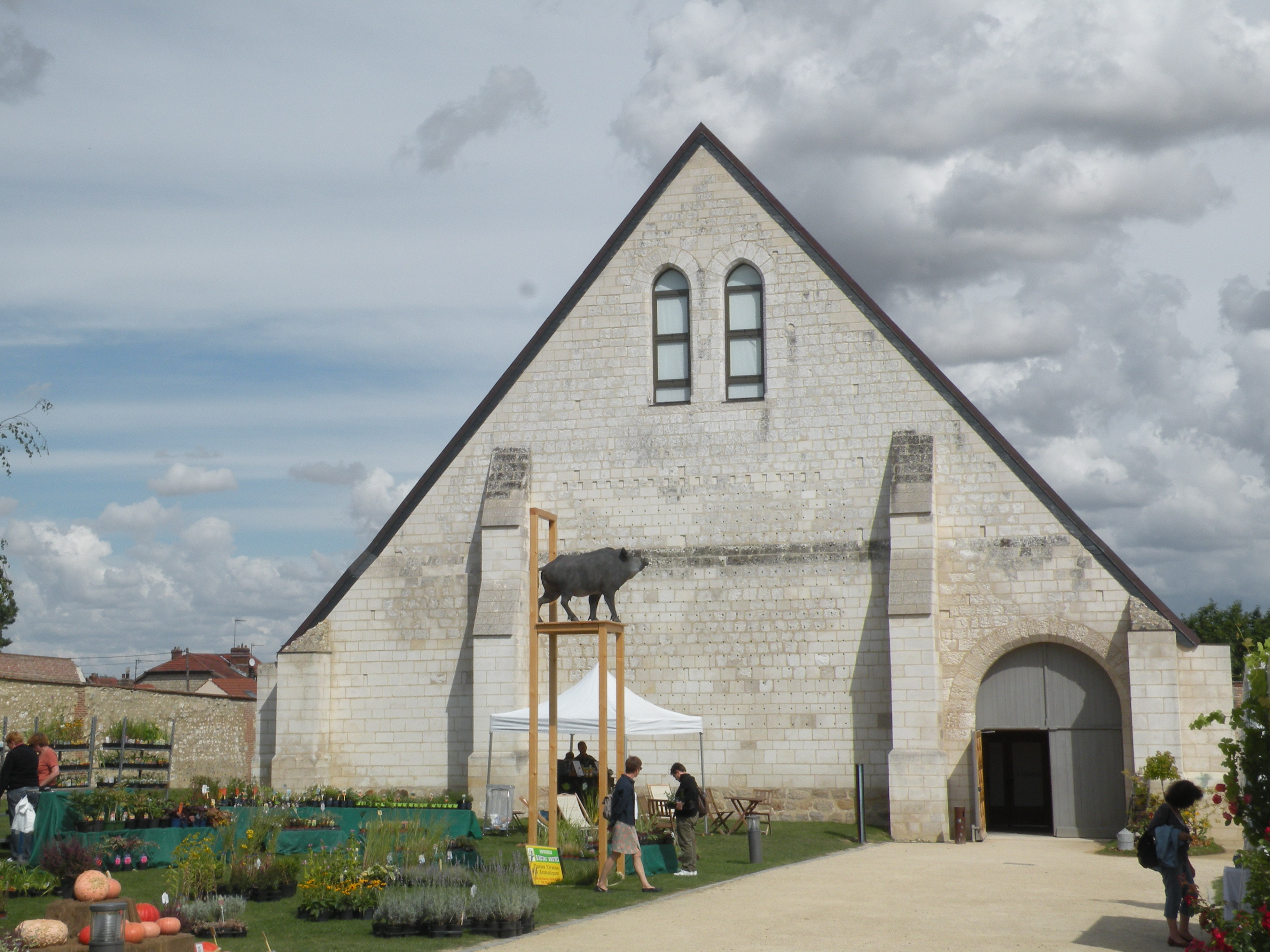
La Grange
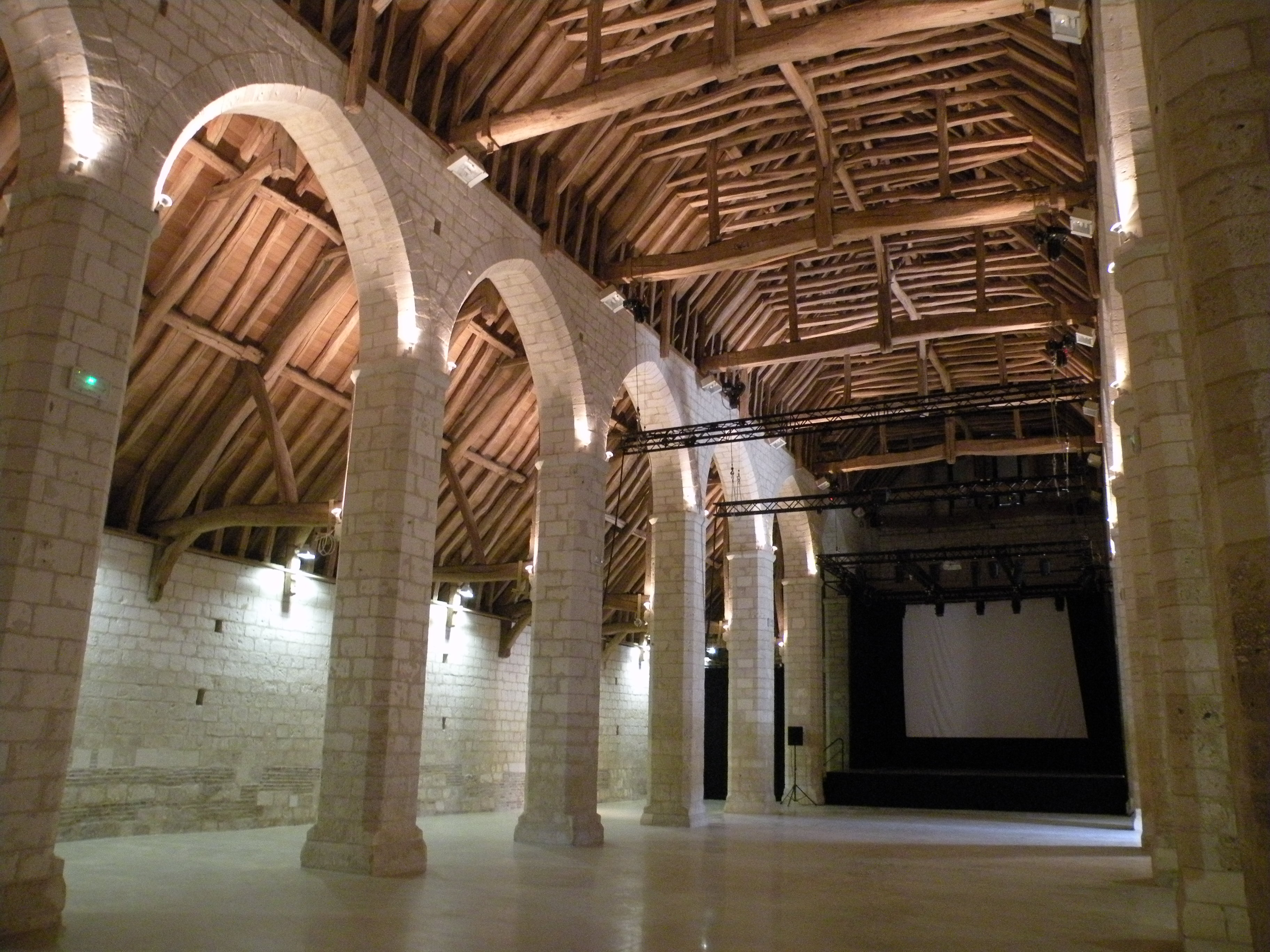
L'intérieur de la grange
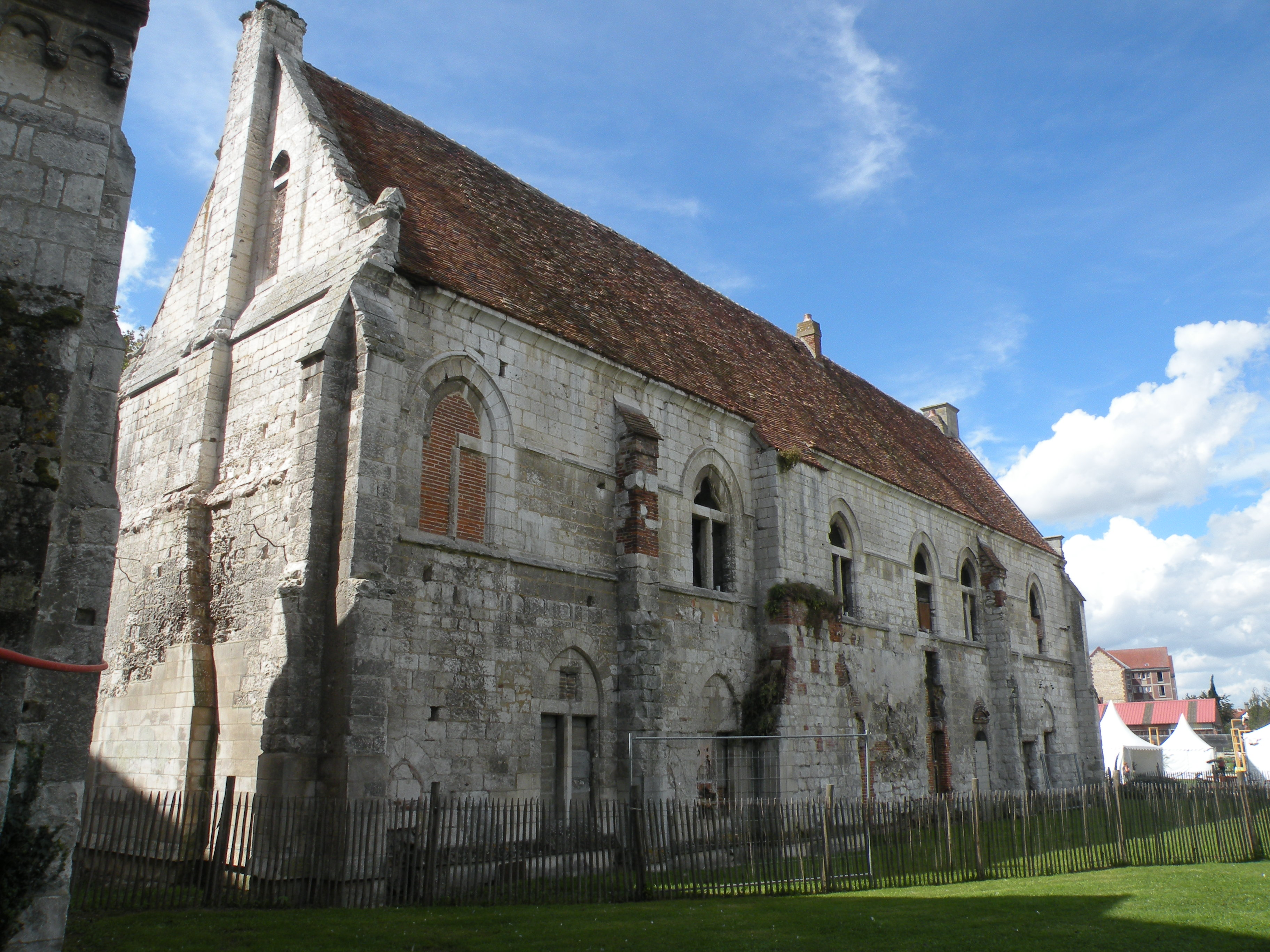
Le logis
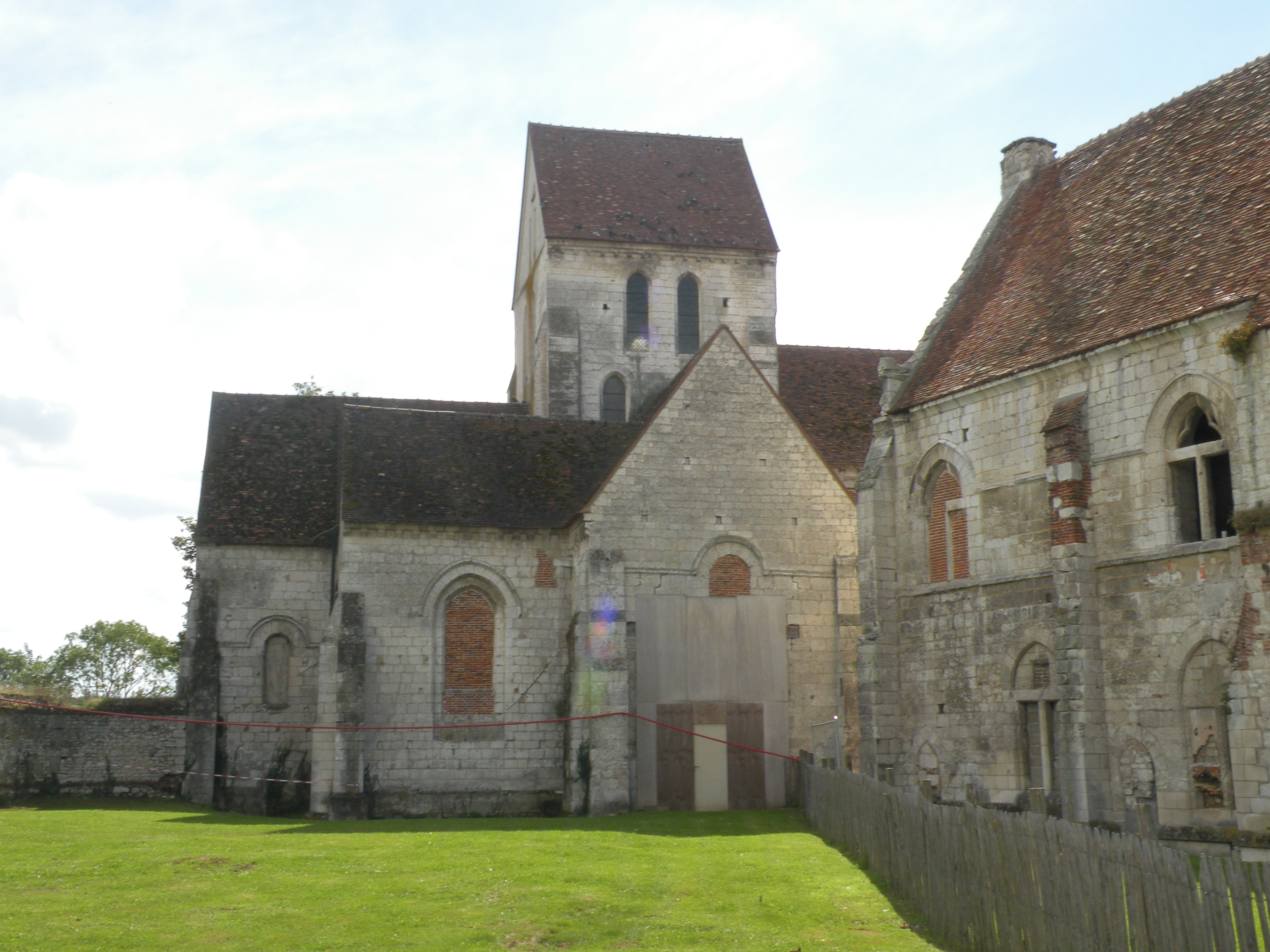
La chapelle
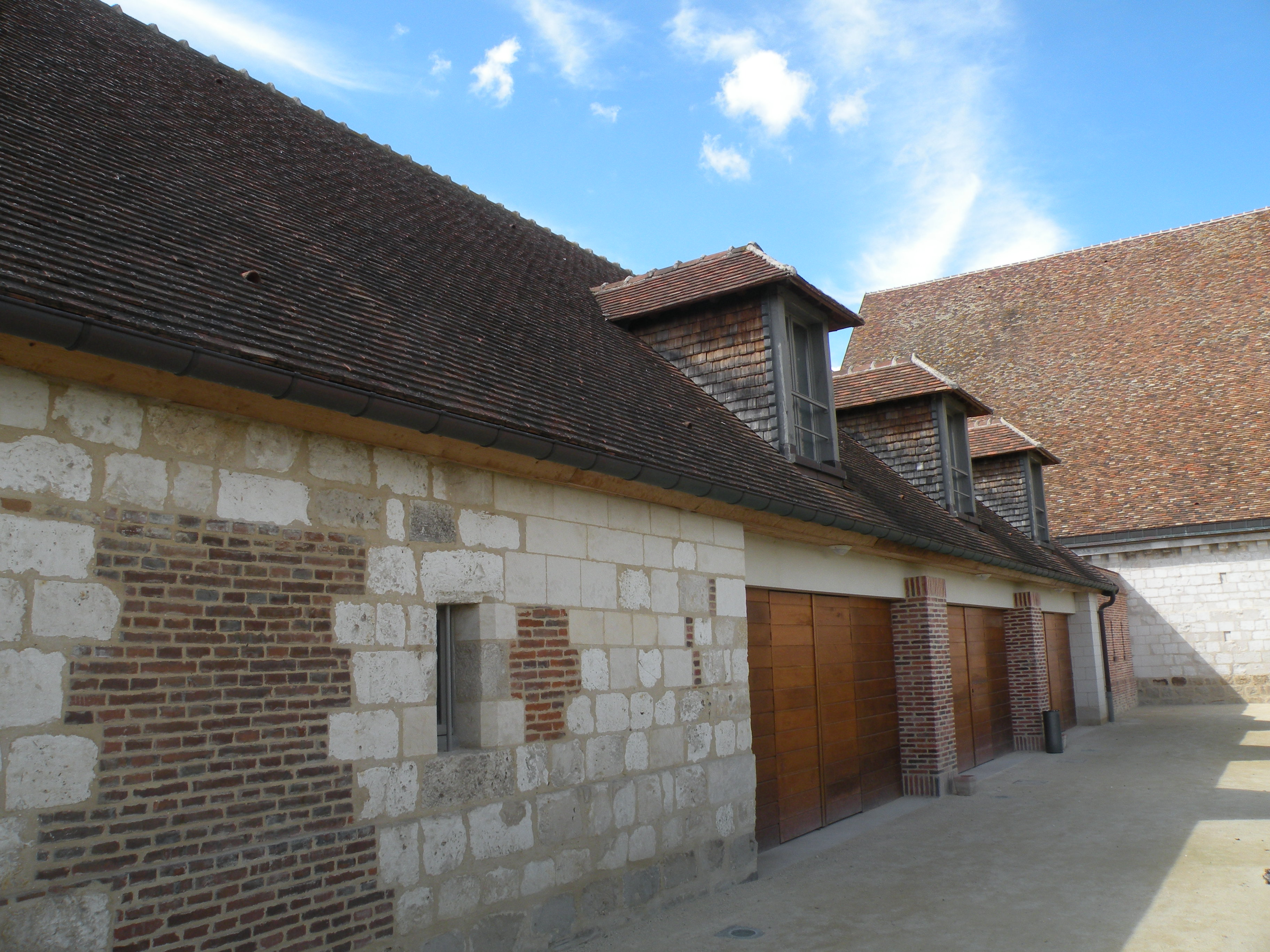
La bergerie
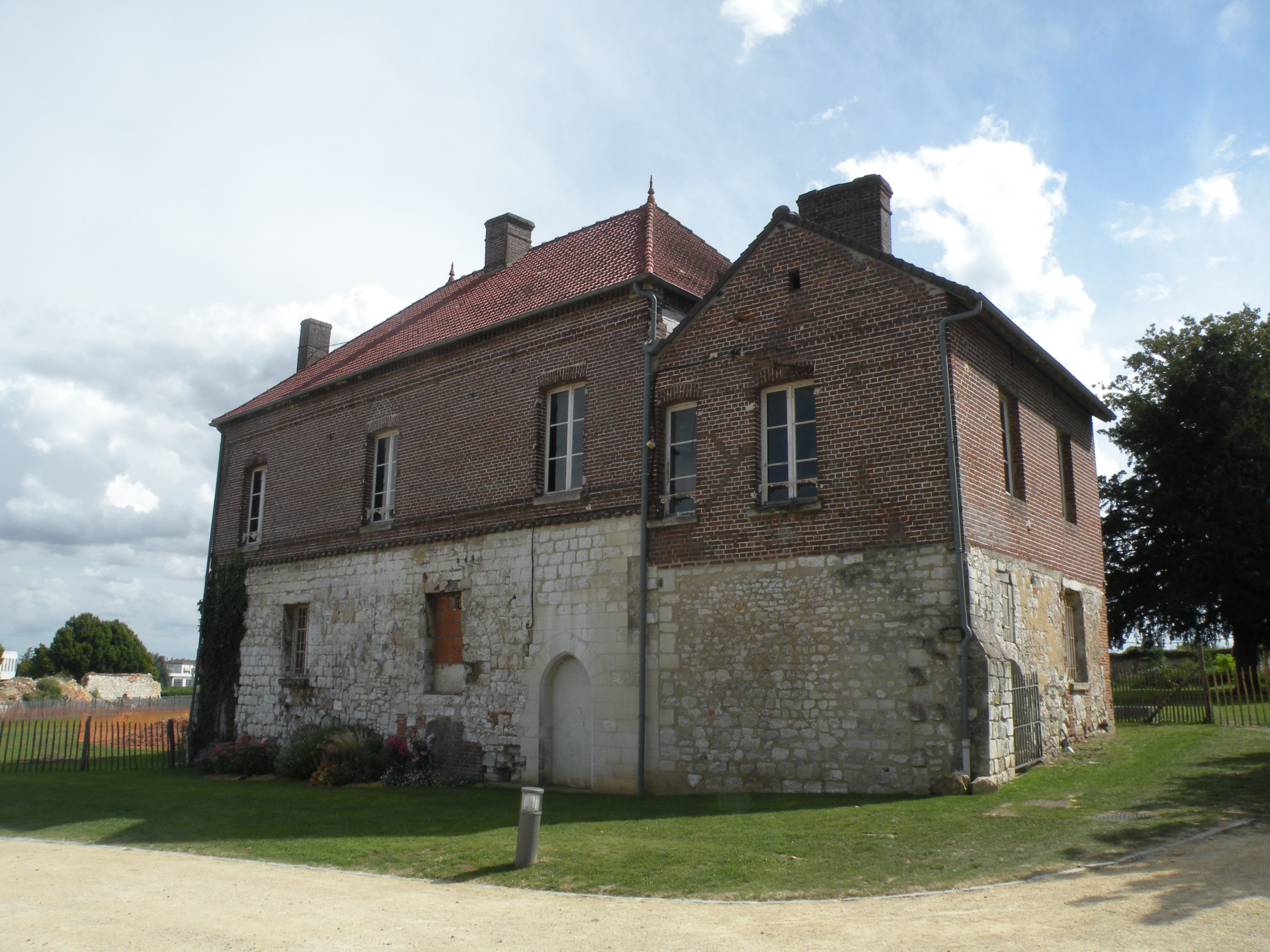
Le bâtiment de l'administrateur

### Organisation spatiale[9]
L'enceinte de la maladrerie était divisée en trois espaces distincts :
- La cour des malades. Reclus au sud-ouest de l'enclos, les lépreux vivaient dans des loges en torchis accolées au mur d'enceinte. Ils disposaient également de leur propre puits. Une porte pratiquée dans le bras sud du transept leur permettait d'entrer dans la chapelle.
- La cour des gens sains, reliée à la cour des malades par la chapelle Saint-Lazare. Sur cette zone se tiennent encore le logis, la maison dite de l'administrateur ainsi qu'une forte densité de vestiges.
- La ferme. Dans cet espace se concentraient les bâtiments servant à la subsistance de la communauté ainsi qu'à son activité économique dont la grange et la bergerie, aujourd'hui restaurées.

### La grange
Longue de 44 mètres pour une hauteur de 12 mètres, son remarquable état de conservation en fait l'une des plus belles granges médiévales du nord de la France. Sa charpente, entièrement d'époque, est composée de chênes datés par dendrochronologie de l'hiver 1219-1220.
L'intérieur se compose de trois nefs de neuf travées séparées par deux rangs de grandes arcades composées de seize piliers à base carrée.
Sur les murs de pierre, de nombreux graffitis témoignent de l'intense occupation du site pendant huit siècles. Parfois simplement décoratifs, ceux-ci servent également de marquage pour indiquer la hauteur de remplissage de la paille ou du foin d'une année sur l'autre.
La toiture de la grange a été restaurée en 1971. Le reste de l'édifice a fait l'objet d'importants travaux de restauration lors de la première tranche de travaux entrepris par la Communauté d'agglomération du Beauvaisis entre 2005 et 2009.

### Le logis
Ce logis, abritait la communauté de religieux qui s'occupaient de l'administration du domaine et des soins des malades. On ne dispose d'aucune certitude quant à son affectation précise mais l'on suppose que le rez-de-chaussée servait de réfectoire et l'étage de dortoirs.
Long de près de 35 mètres, sa construction est contemporaine de la grange. Bien qu'il ait été profondément remanié au cours des siècles, les fenêtres de l'étage conservent leurs remarquables ornementations en ogive.
Dans les années 1980, à la suite de l'affaissement progressif des murs vers l'intérieur, un plancher en béton armé a été réalisé par Yves Boiret afin de stabiliser l'édifice.

### La chapelle
Bâtiment le plus ancien du site, la chapelle Saint-Lazare est un remarquable témoignage de l'architecture romane dans la région. Le décor d'une grande sobriété et les lignes très épurées sont caractéristiques de ce style roman du XIIe siècle.
L'ensemble se compose d'une nef à trois vaisseaux à laquelle ont été ajoutées au XIIIe siècle deux chapelles latérales.
En 1939, à la suite de fortes pluies, l'ensemble du clocher s'effondre puis le chœur quelques années plus tard. Ces événements provoquent une très vive émotion dans la ville et l'opinion publique prend alors conscience de la nécessité et de l'urgence de mener une vaste entreprise de conservation et de restauration de la maladrerie Saint-Lazare.
En raison de l'ampleur des travaux de la Reconstruction à Beauvais, il faut attendre les années 1980 pour que la chapelle soit reconstruite. L'architecte responsable des monuments historiques décide alors de ne reconstruire que deux des quatre voûtains du clocher ce qui permit de rendre l'ensemble beaucoup plus lumineux et surtout d'obtenir une vision simultanée de la tour-lanterne et de la voûte.

## Réhabilitation

### Première tranche de travaux
À partir des années 1980, la municipalité de Beauvais entreprend le rachat progressif des lots de la maladrerie Saint-Lazare. Celui-ci est achevé en 2002. Plusieurs études concernant la restauration du site sont entreprises et en 2005, une première tranche de travaux est menée.
Celle-ci concerne la partie agricole de la maladrerie : la grange est entièrement restaurée, la bergerie reconstruite et une partie du mur d'enceinte lui aussi restauré.
En 2009, la municipalité de Beauvais transfère la gestion du site à la communauté d'agglomération du Beauvaisis afin d'en faire un centre touristique et culturel d'envergure.

### La Maladrerie aujourd'hui

#### Activités
La volonté de la communauté d'agglomération du Beauvaisis est de faire de la Maladrerie Saint-Lazare un centre culturel et touristique de premier plan.
Dans ce cadre, une programmation culturelle est mise en place tout au long de l'année. Fruit de nombreux partenariats, celle-ci propose concerts, spectacles, expositions, salons, opéras… 
Par ailleurs, la Maladrerie est ouverte gratuitement au public du premier avril jusqu'aux journées du Patrimoine. Durant cette période, de nombreuses activités sont organisées : visites guidées, festival d'art de rue, ateliers jardins, ateliers cuisine, pique-niques etc.
Enfin, la Maladrerie Saint-Lazare propose une relecture du patrimoine à travers l’œuvre d'art en proposant chaque année des partenariats avec des artistes contemporains. Ainsi, après avoir accueilli en 2010 l'artiste Krijn de Koning, puis en 2011 une exposition intitulée "S'imbriquer autour de la brique", l'été 2012 a été l'occasion pour le studio franco-américain CAO | Perrot de prendre possession du site, en particulier de la mare pour y installer leur "Red Bowl" : évocation résolument contemporaine du mythe biblique de l'onction de sang, censée guérir les lépreux.

#### Les Jardins de la Maladrerie
En 2009, la création d'un jardin d'inspiration médiévale est réalisé par l'équipe des Parcs et Jardins de la ville de Beauvais croisement entre retranscription historique et création paysagère contemporaine.
Comme tout jardin au Moyen Âge, il se divise en carrés : 
- le carré des simples, où se trouvent les herbes aromatiques et médicinales, en particulier l'hysope, plante à laquelle était attribuées des vertus curatives contre la lèpre.
- Trois carrés évoquent la fonction nourricière du jardin 
  - le carré des potagères
  - le carré des céréales
  - le carré des vignes et des petits fruits
- Enfin, deux carrés rappellent la fonction méditative du jardin au Moyen Âge
  - le jardin du cloître,
  - le jardin de Marie reprenant la symbolique des couleurs de la Vierge.

Comme l'ensemble des espaces verts de la ville de Beauvais, ce jardin répond à des exigences très strictes en matière de développement durable et est donc cultivé sans aucune utilisation de produits chimiques.
Ce jardin fait par ailleurs partie des associations des Parcs et Jardins de l'Oise et Parcs et Jardins de Picardie.